# Barbro Martinsson
Barbro Martinsson (16 agosto 1935) è un'ex fondista svedese.

## Palmarès

### Olimpiadi invernali
- Argento a Innsbruck 1964 nella staffetta 3x5 km.
- Argento a Grenoble 1968 nella staffetta 3x5 km.

### Mondiali
- Argento a Zakopane 1962 nella staffetta 3x5 km.
- Bronzo a Oslo 1966 nella staffetta 3x5 km.